# عبد الجبار بن عاصم
أبو طالب عبد الجبار بن عاصم الرقي، من رواة الحديث الثقات، توفي في بغداد سنة ثلاث وثلاثين ومائتين.

## روايته للحديث النبوي
- حدث عن: وعبيد الله بن عمرو، وأبي المليح الرقيين، وإسماعيل بن عياش، وموسى بن أعين.
- روى عنه: أبو زرعة، وأبو يحيى صاعقة، وأحمد بن أَبِي خيثمة، وحنبل بن إِسْحَاق، والحسن بن علي بن الوليد الفارسي، وأبو القاسم البغوي، وغيرهم.
- الجرح والتعديل: قال الدارقطني: ثقة. قال يحيى بن معين: ثقة، ومرة: صدوق، ومرة قال: لا بأس به.